# بيدرو كورديرو (لاعب كرة قدم)
بيدرو كورديرو (بالإسبانية: Pedro Cordero Sánchez)‏ هو لاعب كرة قدم إسباني في مركز الوسط، ولد في 17 أغسطس 1968 في قرطاجنة في إسبانيا. لعب مع ريال مورسيا ونادي كاستييون.